# كريس تايلور (رائد أعمال)
كريس تايلور (بالإنجليزية: Chris Taylor)‏ (و. القرن 20  م) هو رائد أعمال، ومطور ألعاب فيديو كندي، ولد في كولومبيا البريطانية.